# Équipe de Tchéquie féminine de hockey sur gazon
 (août 2022).
Si vous disposez d'ouvrages ou d'articles de référence ou si vous connaissez des sites web de qualité traitant du thème abordé ici, merci de compléter l'article en donnant les références utiles à sa vérifiabilité et en les liant à la section « Notes et références ».
Maillots
L'Équipe de Tchéquie féminine de hockey sur gazon représente la Tchéquie dans le hockey sur gazon féminin international.

## Palmarès

### Championnat d'Europe
- 1995 - 10e place
- 1997 - 12e place
- 2017 - 7e place

### Championnat II d'Europe
- 2007 - 7e place
- 2015 -
- 2019 - 6e place
- 2021 - 6e place
- 2023 -

### Championnat III d'Europe
- 2005 -
- 2009 -
- 2011 -
- 2013 -

### Ligue mondiale
- 2012-2013 - 28e place
- 2014-2015 - 1er tour
- 2016-2017 - 25e place

### Hockey Series
- 2018-2019 - Finales